# Špička (album)
Špička je společné studiové album hudebníků Ota Klempíře a Oskara Rózsy. Vydala jej v březnu 2012 společnost EMI. Obsahuje jak písně v češtině, tak i v angličtině. Místy je album podobné Klempířově domovské kapele J.A.R., ale jako celek je značně odlišné. Kromě ústředního dua se na desce podílel zpěvák Dan Bárta, který s Klempířem působí v kapele J.A.R. Nahrávání alba trvalo přibližně jeden rok. Mastering alba provedl Bernie Grundman ve svém studiu v Los Angeles. K písni „My Life“ byl natočen také videoklip. V říjnu 2012 se album dočkalo své koncertní premiéry.

## Seznam skladeb
1. DaDa – 2:46
2. Stopy – 3:18
3. Dej si lok – 4:05
4. Nefersobek – 3:44
5. Poločasy – 2:55
6. Káman – 6:31
7. My Life – 3:20
8. Ján – 3:42
9. Ze mě – 4:23